# 윌리엄 루이스 (언론인)
윌리엄 루이스(William Lewis, 1969년~)는 영국의 언론인으로, '뉴스 인터내셔널'의 최고경영자이다. 2006년부터 2010년까지는 영국 최다부수신문인 데일리 텔레그래프가 소속된 텔레그래프 미디어 그룹의 총편집장으로 활동하였다.
2006년 10월 9일, 텔레그래프의 총편집장으로 임명되었을 당시 37세로, 영국에서 역대 가장 젊은 대중일간지의 편집장이 되었다. 2010년 9월에는 루퍼트 머독 소유의 언론재벌, 뉴스 코퍼레이션 계열사인 뉴스 인터내셔널의 최고경영자로 임명되었다.
브리스틀 대학교에서 정치학과 경제학을 전공하였고 학생신문인 에피그램의 기자로 활동하기도 하였다. 런던 시티대학교에서 잡지 저널리즘 석사학위를 수여받았고 졸업 직후 더 메일(The Mail)에서 비즈니스 분야 기자로 근무하였다.
2005년 텔레그래프에 입사하기 전, 3년동안 선데이 타임즈에서 기자로 활동하였고 파이낸셜 타임즈의 기자로도 8년간 활약하였다. 파이낸셜 타임즈에서는 기업인수합병 전문기자로 뉴욕에서 활동하며 1999년 엑손과 모빌의 역대최대규모의 합병에 대한 뉴스를 최초 발표하기도 하였다.
데일리 텔레그래프 신문이 2009년 영국의회예산 스캔들을 집중 조명하며 '올해의 신문'으로 선정되고 윌리엄 루이스 또한 '올해의 저널리스트'로 선정되기도 하였다.
2010년 7월에는 브리스틀 대학교에서 법학박사학위를 수여받았다.